# Poa bonariensis
Poa bonariensis är en gräsart som först beskrevs av Jean-Baptiste de Lamarck, och fick sitt nu gällande namn av Carl Sigismund Kunth. Poa bonariensis ingår i släktet gröen, och familjen gräs. Inga underarter finns listade i Catalogue of Life.